# Otto-Stern-Preis
Der Otto-Stern-Preis ist eine Auszeichnung der Fachgruppe Magnetische Resonanz der Gesellschaft Deutscher Chemiker (GDCh). Er ist benannt nach dem Nobelpreisträger Otto Stern (1888–1969), der unter anderem die Richtungsquantelung des Spins als grundlegende Voraussetzung für die Nutzung der Magnetresonanz nachwies.

## Der Preis
Der Preis wird seit 2020 in unregelmäßigen Abständen vergeben, jedoch maximal einmal jährlich. Ziel des Preises ist die Würdigung des fachlichen Lebenswerkes international herausragender Persönlichkeiten mit außerordentlichen wissenschaftlichen Beiträgen zur Magnetresonanz. Die undotierte Auszeichnung ist verbunden mit einer Verleihungsurkunde, einer Trophäe und einer Einladung zu einem festlichen Abendessen. Über die Zuerkennung des Preises entscheidet der Fachgruppenvorstand.

## Preisträger
- 2020: Tony Keller, vormals Fa. Bruker Biospin, für seine jahrzehntelangen bahnbrechenden gerätetechnischen Entwicklungen zur Kernresonanzspektroskopie, insbesondere der Rauschentkopplung und der Einführung der Puls-Fourier-Spektroskopie in kommerziellen Spektrometern über supraleitende Magneten und voll digitalisierte Spektrometer.[1]
- 2022: Jörg Kärger, Universität Leipzig, für seine vielseitigen Anwendungen der Kernresonanzspektroskopie auf die Untersuchung von Transportprozessen in nanoporösen Materialien. Die Modellierung des Stofftransports auf molekularer Ebene mit Berücksichtigung von Mehrbereichsdiffusion und Adsorptionsprozessen hat Bedeutung für technische Anwendungen wie molekulare Trennverfahren und heterogene Katalyse.[2]
- 2023: Jean Jeener, vormals Freie Universität Brüssel, für die Erfindung der zweidimensionalen NMR-Spektroskopie und die erste Formulierung des Zweipuls-Experiments.
- 2024: Horst Kessler, TU München, für seine grundlegenden Beiträge zur Konformationsanalyse von Proteinen

## Weiteres
Der Verein der Freunde und Förderer der Physik an der Universität Hamburg verleiht seit 2005 einmal pro Semester einen Otto Stern-Preis für die beste Masterarbeit im Studiengang Physik.